# Monte Carlo Doualiya
Monte Carlo Doualiya (MCD), en arabe : مونت كارلو الدولية, anciennement RMC Moyen-Orient, est une station de radio publique française arabophone à destination du monde arabe, créée en 1972. Elle est depuis 2012 une filiale de la société nationale de programme France Médias Monde, qui supervise l'audiovisuel extérieur de la France.
La radio nait de la volonté de l'État français à la fin des années 1960 d'avoir une radio internationale panarabe. S'appuyant sur la renommée de Radio Monte-Carlo (RMC) dans le bassin méditerranéen, la radio est nommée RMC Moyen-Orient et commence sa diffusion en 1972.
Au niveau capital, on y trouve une alliance entre la SOFIRAD et l'ORTF. Au moment de la dissolution de l'ORTF, sa participation est transférée à Radio France et à TDF. En 1996, elle devient une filiale de Radio France internationale (RFI), et change de nom pour Monte Carlo Doualiya (MCD) en 2007. En 2012, la radio cesse d'être une filiale de RFI pour intégrer la holding Audiovisuel extérieur de la France (future France Médias Monde), dont RFI et France 24 font partie depuis 2008.
Elle diffuse en arabe en ondes moyennes, en FM, sur le satellite et Internet dans le Moyen-Orient et le Maghreb et en DAB+ à Marseille et en Île-de-France. Ses programmes sont également repris par des radios partenaires à travers le monde. En 2014, MCD rassemble chaque semaine 7,5 millions d'auditeurs, et en 2015, son site web est visité mensuellement par 1,3 million d'internautes en moyenne.
Ses archives sont conservées et consultables aux Archives nationales.

## Histoire

### 1968-1972: Le projet de la SOFIRAD
À la fin des années 1960, l'État français veut créer une radio internationale panarabe diffusant sur le Moyen-Orient pour rattraper son retard sur le Royaume-Uni, les États-Unis et l'URSS. La Société financière de radiodiffusion (SOFIRAD), qui gère les participations de l'État dans les stations de radiodiffusion et de télévision, décide d'utiliser Radio Monte-Carlo qui bénéficie déjà d'une bonne renommée dans tout le bassin méditerranéen et dont elle est actionnaire majoritaire à hauteur de 84 %.
En juin 1968, après avoir obtenu l'accord du Prince Rainier III de Monaco, des contacts sont pris avec la Radiodiffusion de Nicosie pour établir une antenne de diffusion sur le cap Greco à Chypre. En février 1969, la SOFIRAD et l'Office de radiodiffusion-télévision française (ORTF) constitue la Société Monégasque d'études de radiodiffusion (SOMERA) qui doit étudier le projet et sa mise en œuvre. Un an plus tard, en 1970, la SOMERA est remplacée par la Société Monégasque d'exploitation et d'études de radiodiffusion (SOMERA) qui doit mener à terme le projet.

### 1972-2006: RMC Moyen-Orient
Radio Monte-Carlo Moyen-Orient (RMC Moyen-Orient) commence ses émissions en 1972. Elle devient leader des radios internationales dans différents pays du Moyen-Orient et du golfe Persique, tels que le Liban, la Jordanie et la Syrie. La SOMERA, qui gère RMC Moyen-Orient, est financée par le ministère des Affaires étrangères à hauteur de 28 millions de francs par an. Mais la radio française se voit de plus en plus concurrencée par ses rivales anglophones BBC World Service et Voice of America, ainsi que par l'arrivée de nouvelles radio locales. Cette situation, associée à un déficit chronique et une forte baisse de ses recettes publicitaires, rend nécessaire une profonde restructuration de la radio dans les années 1990.
À la fin de l'année 1996, la SOFIRAD vend RMC Moyen-Orient au groupe Radio France internationale (RFI) pour 1 franc symbolique,. Son audience est alors estimée à 16 millions de personnes. La radio, jusqu'alors diffusée en ondes moyennes, ondes courtes et par satellite, commence à émettre en FM dans certains pays. En 1998, après s'être installé à la Maison de la Radio à Paris, elle est la première radio publique à passer au tout numérique.
En 2005, l'audience de RMC Moyen-Orient s'érode face à la multiplication des stations FM locales telles qu'à Bagdad, Bassora, Mossoul, Djibouti et Koweït, ainsi que la concurrence des radios et télévisions panarabes et américaines. En novembre, une nouvelle équipe est nommée avec Philippe Beauvillard au poste de directeur général et Agnès Levallois à celui de directrice de l'information. De plus, la grille, jugé vieillissante, est modernisée et renforcée pour rajeunir l'auditoire de la radio, composé à 50 % de plus de 35 ans,,.

### Depuis 2007: Monte Carlo Doualiya
Fin 2006 / début 2007, la radio change de nom pour devenir Monte Carlo Doualiya (MCD),.
Le 4 avril 2008, la holding Audiovisuel extérieur de la France (AEF) est créée sous l'impulsion du président de la République Nicolas Sarkozy élu l'année précédente. Il s'agit de regrouper les activités de l'audiovisuel extérieur de la France sous une même société, soit les chaînes de télévision TV5 Monde et France 24, et la radio RFI, dont Monte Carlo Doualiya est la filiale,.
En janvier 2012, Monte Carlo Doualiya cesse d'être une filiale de RFI lorsqu'elle devient une chaîne à part entière de l'Audiovisuel extérieur de la France (AEF) aux côtés de RFI et France 24. La fusion juridique du groupe avec ses chaînes est effective le 13 février 2012,,.
En 2013, la radio lance son propre site internet et adopte une nouvelle grille de programmes. Le 3 juin, à l'occasion de Marseille-Provence 2013 et de l'ouverture du musée des civilisations de l'Europe et de la Méditerranée (MuCEM), RFI et MCD lancent une radio bilingue temporaire à Marseille baptisée La Méditerranée ensemble. Elle diffuse des programmes de MCD en langue arabe de midi à 18 h, et de programmes de RFI en langue française le reste de la journée.

## Identité visuelle

### Logos

Logo de RMC Moyen-Orient de 1997 à 2006.
Logo de Monte Carlo Doualiya de 2007 à juin 2013.
Logo de Monte Carlo Doualiya depuis juin 2013.

### Slogans
- « Pour le dialogue entre les cultures » (2006 - 2010)
- « La radio qui va changer la radio » (2010 - 2013)
- « Sur la même longueur d'onde » (depuis 2013)

## Organisation

### Dirigeants
De 1996 à 2012, le président-directeur général de Monte Carlo Doualiya (MCD) est celui de sa maison mère, Radio France internationale. Depuis 2012, le PDG de MCD est celui de sa maison mère, France Médias Monde (anciennement Audiovisuel extérieur de la France).
| Présidents-directeurs généraux - Charles-César Solamito : 1972 - décembre 1994 - Jean-Noël Tassez : décembre 1994 - fin 1996 - PDG de Radio France internationale : - Jean-Paul Cluzel : fin 1996 - mai 2004 - Antoine Schwarz : juin 2004 - avril 2008 - Alain de Pouzilhac : avril 2008 - janvier 2012 - PDG de France Médias Monde : - Alain de Pouzilhac : janvier 2012 - juillet 2012 - Marie-Christine Saragosse : depuis octobre 2012 | Directeurs de MCD - Jacques Taquet : - octobre 1995 - Christophe Carbonnier : - novembre 2004 - Philippe Beauvillard (intérim) : novembre 2004 - novembre 2005 - Philippe Beauvillard : novembre 2005 - - Geneviève Goëtzinger : décembre 2008 - septembre 2011 - Anne-Marie Capomaccio et Nahida Nakad : février 2012 - juillet 2012 - Nahida Nakad : juillet 2012 - novembre 2012 - Souad el Tayeb : depuis novembre 2012 |

### Capital
RMC Moyen-Orient puis Monte Carlo Doualiya sont les noms commerciaux de la Société Monégasque d'exploitation et d'études de radiodiffusion (SOMERA). De 1972 à 1996, cette dernière est détenue à 90 % par la Société financière de radiodiffusion (SOFIRAD), qui gère les participations de l'État français dans les stations de radiodiffusion et de télévision, et le reste par Monaco.
De 1996 à 2012, la radio est une filiale du groupe Radio France internationale (RFI), une société nationale de programme indépendante jusqu'en 2008 où elle intègre l'Audiovisuel extérieur de la France.
Depuis 2012, Monte Carlo Doualiya (MCD) est elle-même une filiale de la société nationale de programmes France Médias Monde (anciennement Audiovisuel extérieur de la France), détenue à 100 % par l'État français via l'agence des participations de l'État (APE).

### Budget
De 1996 à 2012, la radio est une filiale du groupe Radio France internationale (RFI), dont elle reçoit son budget. Depuis 2012, elle est une filiale de France Médias Monde (anciennement Audiovisuel extérieur de la France). Cette dernière répartit son budget entre ses chaînes : France 24, Radio France internationale (RFI) et Monte Carlo Doualiya (MCD).
En 2005, le budget de RMC Moyen-Orient est de 11 millions d'euros, financé par sa maison mère, RFI, et le ministère des Affaires étrangères.

### Siège
Le siège social de la radio se situait dans le Palais de la Scala, au 1 avenue Henry Dunant à Monaco.
Après être devenue une filiale de Radio France internationale (RFI) en 1996, RMC Moyen-Orient s'installe à la Maison de la Radio située au 116 avenue du Président-Kennedy dans le 16e arrondissement de Paris.
En février 2013, Monte Carlo Doualiya (MCD) et RFI déménagent pour rejoindre France 24 dans l'immeuble de France Médias Monde (alors nommé Audiovisuel extérieur de la France) à Issy-les-Moulineaux, dans les Hauts-de-Seine,.

### Personnel
En 2006, RMC Moyen-Orient emploie près de 150 personnes, dont 45 journalistes à Paris et 46 correspondants dans le monde.
En 2013, Monte Carlo Doualiya emploie 48 journalistes permanents basés à Paris, et s'appuie sur un réseau de 67 correspondants dans le monde.
En 2014, la rédaction de MCD compte 68 équivalents temps plein, sur les 1 714 qu'emploie France Médias Monde.

## Diffusion

### Hertzien

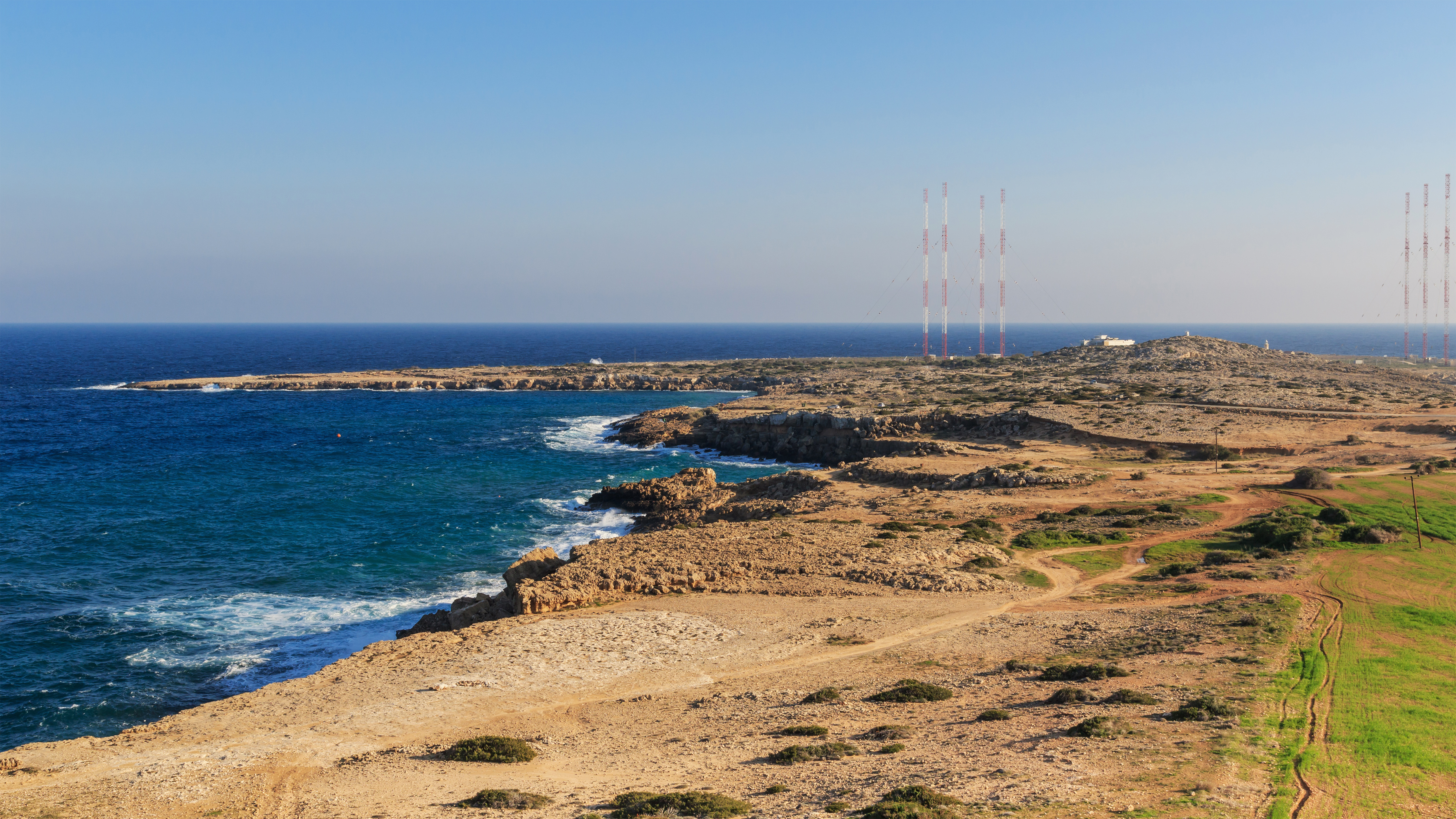
Les émetteurs en ondes moyennes de MC Doualiya situés sur le Cap Greco.

#### Ondes moyennes
Monte Carlo Doualiya est diffusée en ondes moyennes sur la fréquence de 1 233 kHz dans tout le Moyen-Orient, depuis un émetteur situé au cap Greco à Chypre.

#### Modulation de fréquence
MCD est diffusée sur 26 émetteurs FM répartis dans 11 pays du monde arabe : Bahreïn, Djibouti, Émirats arabes unis, Irak, Jordanie, Koweït, Liban, Libye, Mauritanie, Qatar, Soudan du Sud et Palestine,.

### Satellite
MCD est diffusée dans tout le bassin méditerranéen, en Europe et en Afrique via les satellites Eutelsat 5 West A et Eurobird 9 d'Eutelsat, BADR 4 d'Arabsat, Nilesat 101 de Nilesat, ASTRA 1 de SES, et AfriStar de Worldspace,.

### Téléphonie
MCD est disponible aux États-Unis sur le téléphone mobile et fixe par simple appel, via le service AudioNow (en),.

### Internet
MCD est diffusée sur Internet en streaming sur PC et applications mobile. De plus, elle est disponible dans les offres des opérateurs Maroc Telecom, Free et Orange,.

### Reprises par d'autres stations
Les programmes de MCD sont partiellement repris par des radios partenaires à l'étranger : Atlantic Radio et Radio Mars au Maroc, Radio Tataouine en Tunisie, Al Wisal dans le Sultanat d'Oman, Yemen Times au Yémen, et Chou 1450 (en) et Radio Betna au Canada.
Radio Soleil en France depuis 1991

## Audiences

### Mondiale
En 2020, l’audience hebdomadaire de Monte Carlo Doualiya (mesurée dans 14 pays arabes) s’est établie à 9,3 millions d’auditeurs, soit 0,5 million de moins par rapport à 2019. L'explication de cette baisse serait l’arrêt de la diffusion en ondes moyennes de MCD en décembre 2019, la radio perdant l’audience liée à ce vecteur dans plusieurs pays (Arabie saoudite, Émirats arabes unis, Egypte, Yémen et Syrie). Au Maghreb, MCD a enregistré une progression de 1,2 million d’auditeurs au Maghreb entre 2019 et 2020 pour parvenir à un total de 3,8 millions de paires d'oreilles.
En 2014, MCD était écoutée chaque semaine par 7,5 millions d'auditeurs, selon une mesure effectuée dans 14 pays sur les 22 couverts par la radio.
|                              | 2004 | 2008 | 2009 | 2010 | 2012    | 2013 | 2014    | 2019  | 2020  |
| Auditeurs (en millions)      | 10,5 | 5,8  | 5,0  | 7,6  | 6,7     | 7,0  | 7,5     | 9,8   | 9,3   |
| Pays mesurés / Pays couverts |      |      |      |      | 14 / 21 |      | 14 / 22 | 14/22 | 14/22 |

### Nouveaux médias
En 2015, le site internet de MCD reçoit 1,3 million de visites par mois en moyenne. De plus, la chaîne compte 2,6 millions d'abonnés sur les réseaux sociaux.
|                         | 2014 | 2015 |
| Visiteurs (en millions) | 0,7  | 1,3  |